# Kościenicha
Kościenicha – dawniej zaścianek. Obecnie część Ruczycy na Białorusi, w obwodzie mińskim, w rejonie wilejskim, w sielsowiecie Narocz.

## Historia
W czasach zaborów zaścianek w powiecie wilejskim, w guberni wileńskiej Imperium Rosyjskiego.
W latach 1921–1945 zaścianek leżał w Polsce, w województwie wileńskim, w powiecie wilejskim, w gminie Kołowicze (do 1929 gmina Wilejka).
Według Powszechnego Spisu Ludności z 1921 roku zamieszkiwało tu 7 osób, wszystkie były wyznania prawosławnego i zadeklarowały białoruską przynależność narodową. Były tu 2 budynki mieszkalne. W 1931 w 2 domach zamieszkiwało 9 osób.
Wierni należeli do parafii rzymskokatolickiej w Wojstomiu i prawosławnej w Hanucie. Miejscowość podlegała pod Sąd Grodzki w Wilejce i Okręgowy w Wilnie; właściwy urząd pocztowy mieścił się w Wilejce.
W wyniku napaści ZSRR na Polskę we wrześniu 1939 miejscowość znalazła się pod okupacją sowiecką. 2 listopada została włączona do Białoruskiej SRR. Od czerwca 1941 roku pod okupacją niemiecką. W 1944 miejscowość została ponownie zajęta przez wojska sowieckie i włączona do Białoruskiej SRR.
Od 1991 roku w składzie niepodległej Białorusi.